# غوجيك
غوجيك (بالتركية: Göcek)‏، مدينة سياحية صغيرة علي ساحل الريفيرا التركية، تقع في مديرية فتحية، محافظة موغلا، بتركيا. كانت بلدة «كالِّيماشيه» (بالتركية: Callimache)‏ اليونانية الأثرية تقع سابقاً في نفس موقع مدينة غوجيك. كانت غوجيك تستخدم كمرفأ للسفن التي تحمل خام الكروم (بالإنجليزية: Chromium)‏ من المناجم القريبة أثناء الخلافة العثمانية.
تقع غوجيك في خليج كبير وبها ستة مراسي مهمة تخدم سياحة اليخوت في المنطقة، وتتمتع بسبب موقعها الطبيعي بإمكانيات عالية لسياحة اليخوت، كما يوجد بها العديد من الخدمات الفنية لليخوت وخدمات الصيانة. هناك حركة مرور كثيفة لليخوت في ميناء غوجيك نظرًا لأنها نقطة المغادرة والوصول «للجولات البحرية» (بالإنجليزية: Blue Cruises)‏ (بالتركية: Mavi Yolculuk)‏. تم إعلان غوجيك محمية خاصة في عام 1988م.

## التاريخ
كانت بلدة «كالِّيماشيه» (بالتركية: Callimache)‏ اليونانية الأثرية تقع سابقاً في نفس موقع مدينة غوجيك في العصور القديمة، وكانت تلك المدينة تقع بين مدينة فتحية الآن والتي كان يوجد مكانها مدينة «تلميسوس» (بالتركية: Telmessos)‏ في العصور القديمة - ومدينة «داليان» (بالتركية: Dalyan)‏ الحالية التي كان يوجد مكانها مدينة «كونوس» (بالتركية: Caunos)‏ في العصور القديمة.
كانت غوجيك مستخدمة كمرفأ للسفن التي تحمل خام الكروم (بالإنجليزية: Chromium)‏ الذي يتم جمعه من المناجم تحت الجبال القريبة خلال فترة الخلافة العثمانية.

## في الأساطير الإغريقية
وفقًا للأساطير اليونانية القديمة، فإن إيكاروس قد هبط في البحر في منطقة غوجيك بعد أن حاول الهروب من البرج الذي سُجن فيه برحلته الشهيرة بأن استعان بأجنحة ثبّتها على ظهره بالشمعثم حلّق قريبا من الشمس، متجاهلا نصيحة والده، فهوى صريعا بعد أن أذابت أشعة الشمس الشمع المثبّت بجناحيه ومات غرقاً في المنطقة التي هي الآن تسمى ببحر إيجة.

## البنية التحتية
تستضيف غوجيك حالياً ستة مراسي مهمة تخدم سياحة اليخوت في المنطقة، وتلك المراسي والموانئ هي:
1. ميناء نادي مارينا Club Marina.

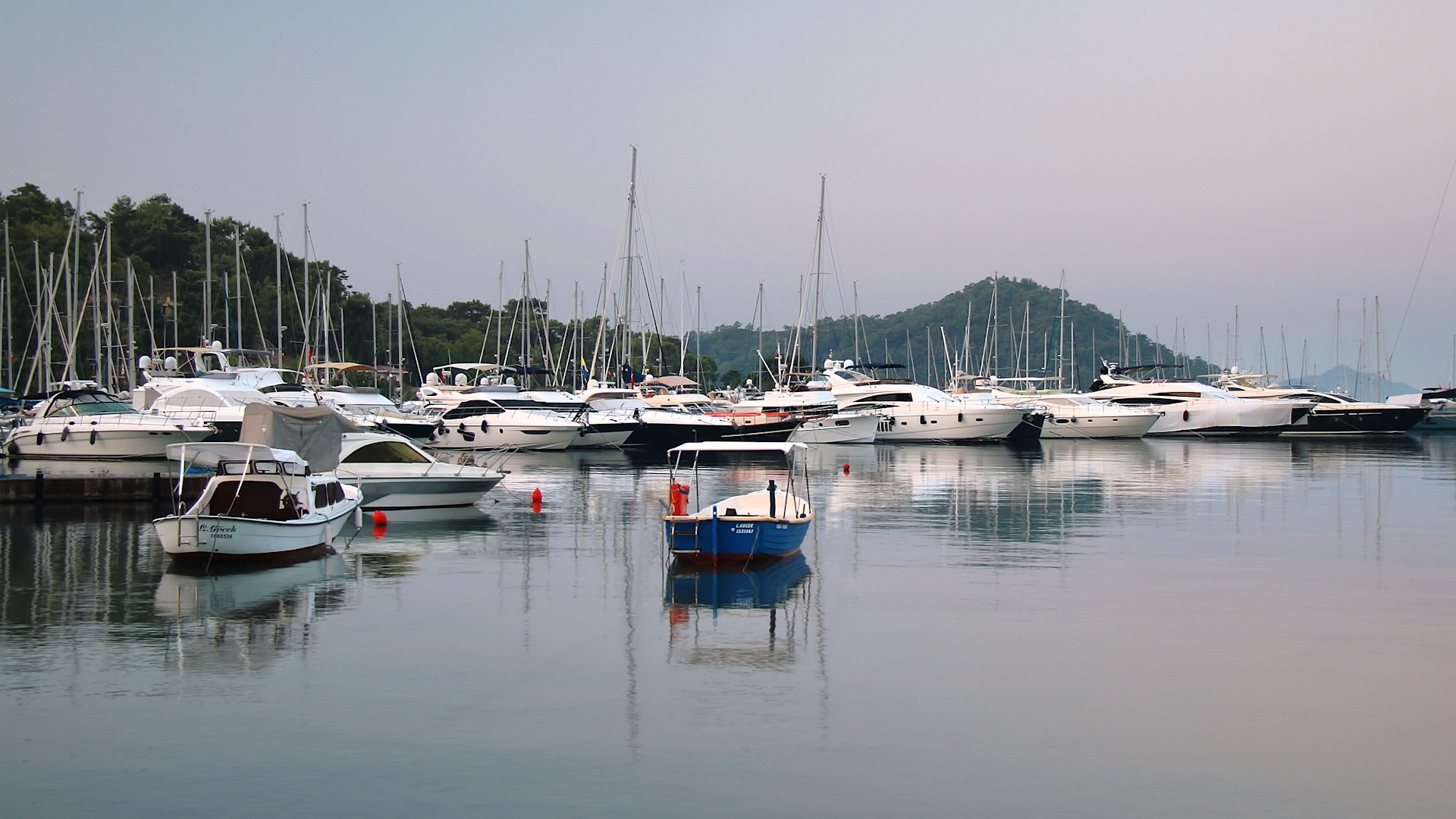
ميناء غوجيك، ميناء البلدية.

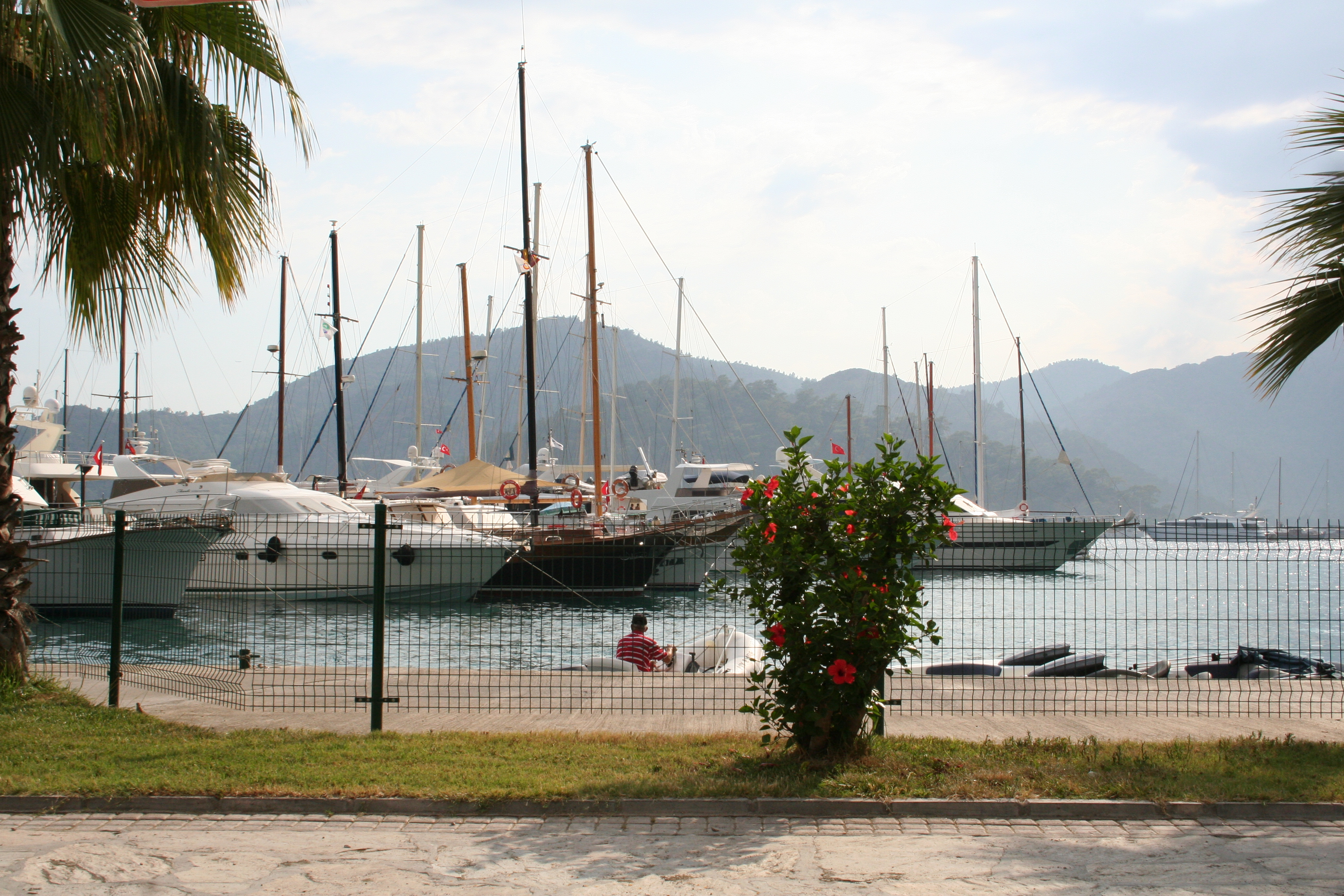
ميناء غوجيك، مرسي اليخوت.

2. ميناء سكوبيا مارينا Skopea Marina.
3. موانئ البلدية Municipality Marinas.
4. ميناء مارين تورك لقرية غوجيك Marinturk Göcek Village Port.
5. ميناء مارين تورك الحصري لغوجيك Marinturk Göcek Exclusive.
6. ميناء «د-البحري» غوجيك D-Marin Gocek.

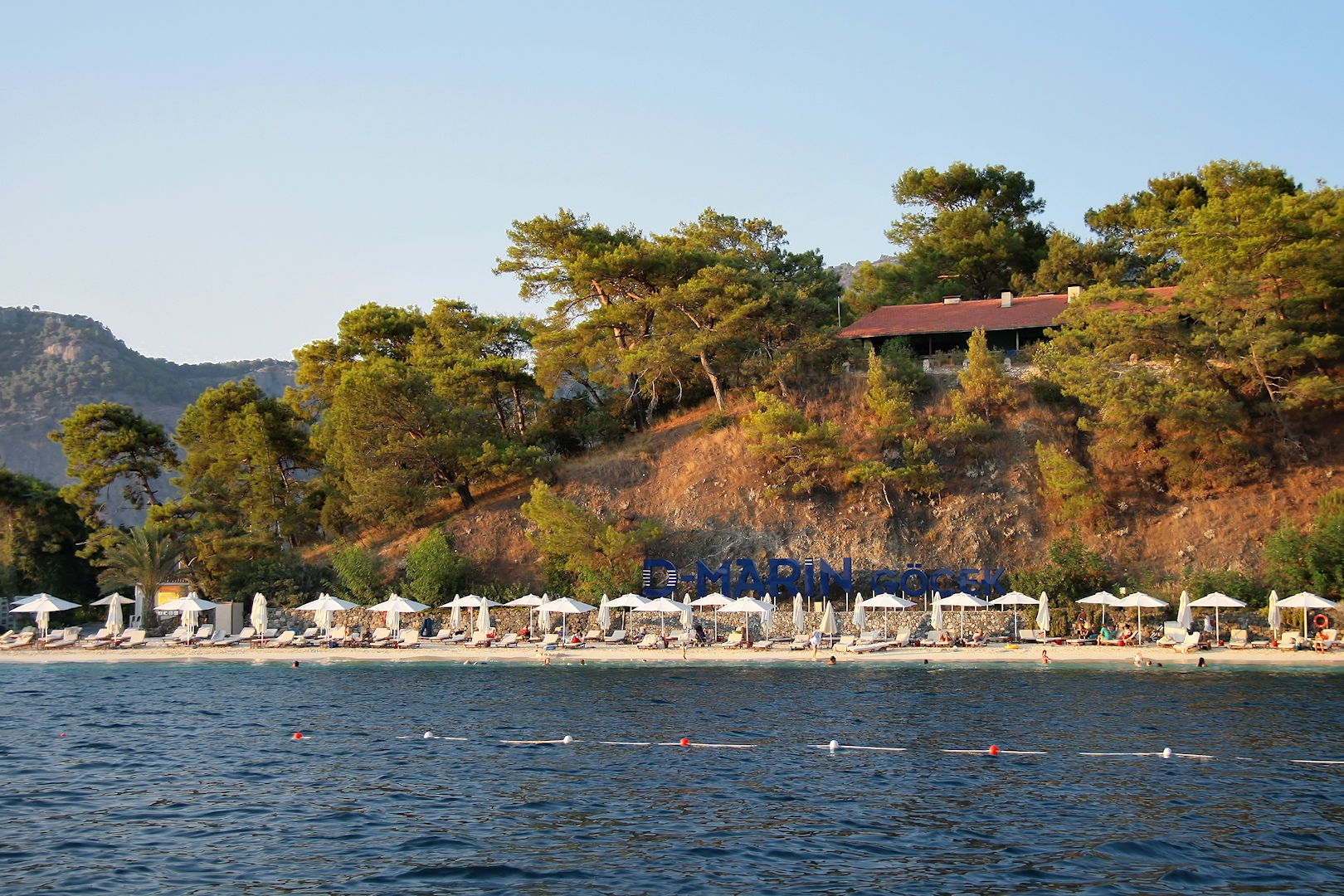
شاطئ "د-البحري" غوجيك D-Marin Gocek

من السمات البارزة للمدينة أنه يوجد حولها جزر عديدة وخلجان، وأنها تقع في خليج كبير وموقعها معزول في نهاية الخليج، ولذلك تتمتع غوجيك بسبب موقعها الطبيعي بإمكانيات عالية لسياحة اليخوت.
في عام 1988م، تم إعلان غوجيك كمنطقة مسجلة ذات حماية الخاصة، لذلك لا يُسمح بالمباني متعددة الطوابق فيها، أما مرافق الإقامة السياحية فتكون إما فنادق من طابقين فقط، أو موتيلات، أو فنادق سكنية، أو معاشات، وتقع جميعها في وسط المدينة ومحيطها.
يوجد في غوجيك جميع البنى التحتية اللازمة والإمكانات والمرافق المتوقعة في مركز سياحي، ومع ذلك تشتهر بأن الإقامة فيها أكثر هدوءًا وسلاماً من بعض المناطق السياحية الأخرى.

## الموقع والسكان
تقع غوجيك على طريق دالامان- فتحية السريع، وحتى عام 2006م كان من الضروري القيادة على طول طريق ضيق ومتعرج نسبيًا للوصول إلى غوجيك من دالامان.
تم الانتهاء في يونيو 2006م من إنشاء نفق للسيارات في غوجيك يبلغ طوله 980 متراً، والذي قد زاد بشكل كبير من إمكانية الوصول إلى المدينة. هناك رسم مرور لنفق السيارات، وهو المثال الأول لنموذج مشاريع «بناء-تشغيل-تحويل» (بالإنجليزية: build-operate-transfer)‏.
نظرًا لأن غوجيك هي نقطة المغادرة والوصول «للجولات البحرية» (بالإنجليزية: Blue Cruises)‏ (بالتركية: Mavi Yolculuk)‏، فلذلك توجد حركة مرور كثيفة لليخوت في ميناء المدينة.
يتميز الخليج بالهدوء والأمن مع خليجه المنعزل، خاصةً للمسافرين لمسافات طويلة قادمين من المياه الدولية.
عدد السكان الدائمين في غوجيك حوالي 4500 نسمة، ويتجاوز 7000 نسمة خلال أشهر الصيف.

## السياحة
إن مدينة غوجيك بخلجانها الصغيرة وجزرها الـ 12، تُوصف بأنها جنة خفية، وبالإضافة إلى مياه البحر الأبيض المتوسط النظيفة وغابات الصنوبر الخضراء والشواطئ، فإن غوجيك أضحت وجهة لا غنى عنها للمسافرين بالبحر.

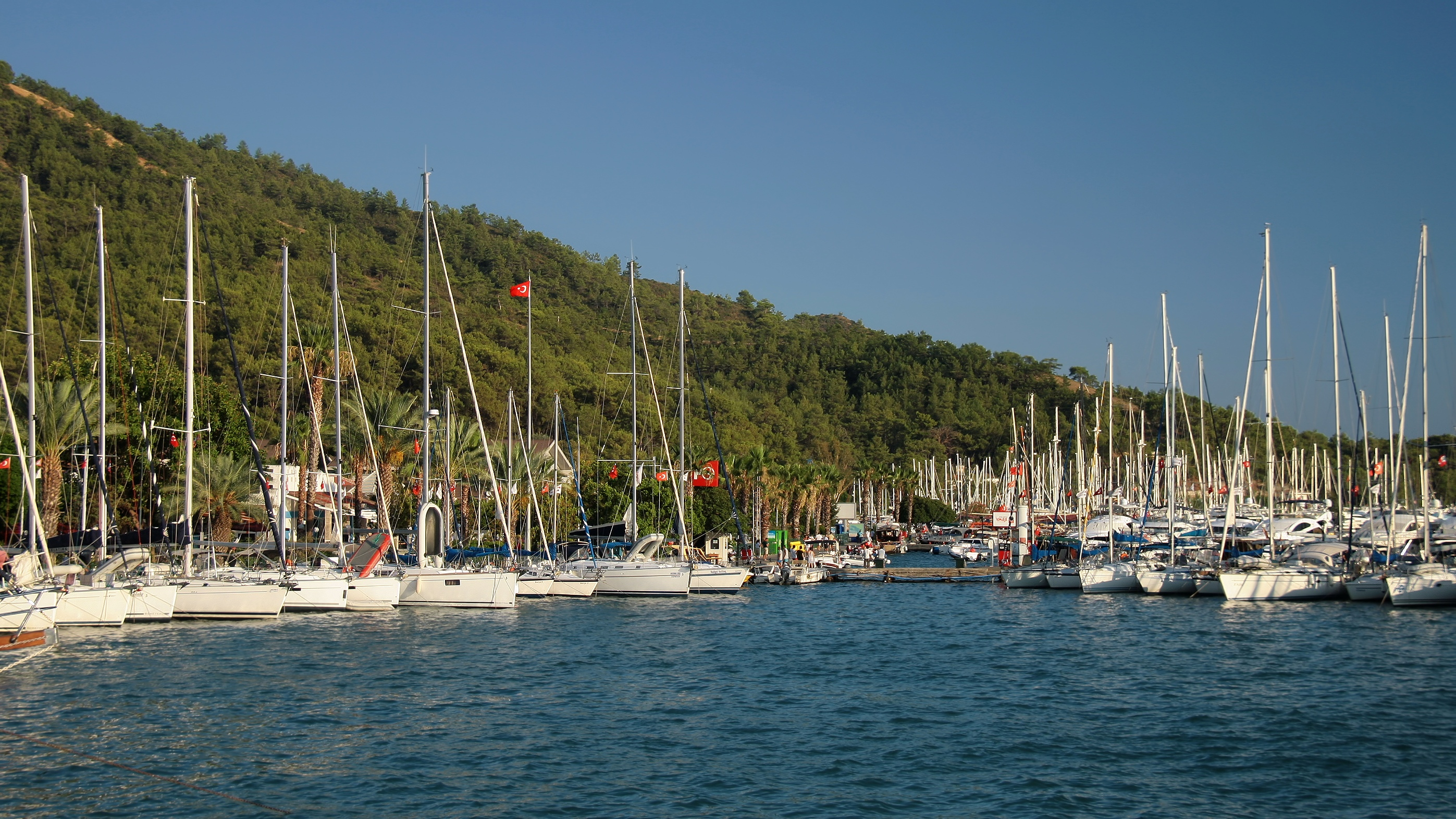
ميناء غوجيك، ميناء البلدية.

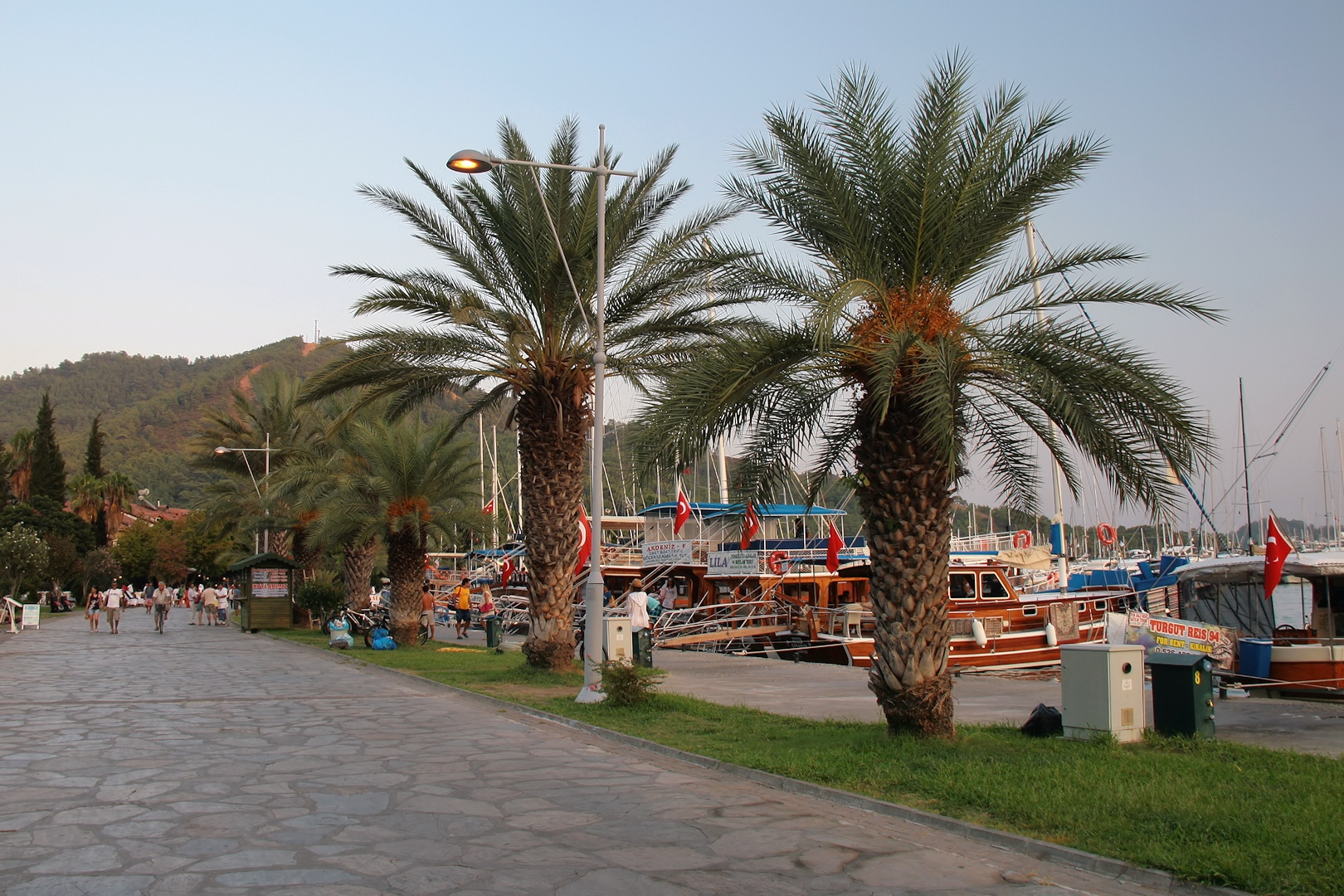
غوجيك.

إن توفر مرافق الصعود إلى السفن عالية الجودة، وجولات القوارب اليومية، والمرافق الترفيهية على شاطئ البحر، والعديد من الشواطئ والخلجان القريبة، تقدم العديد من البدائل للسياح المحليين والدوليين المسافرين براً لقضاء عطلاتهم. يوجد العديد من المطاعم والمقاهي في المنتزه.

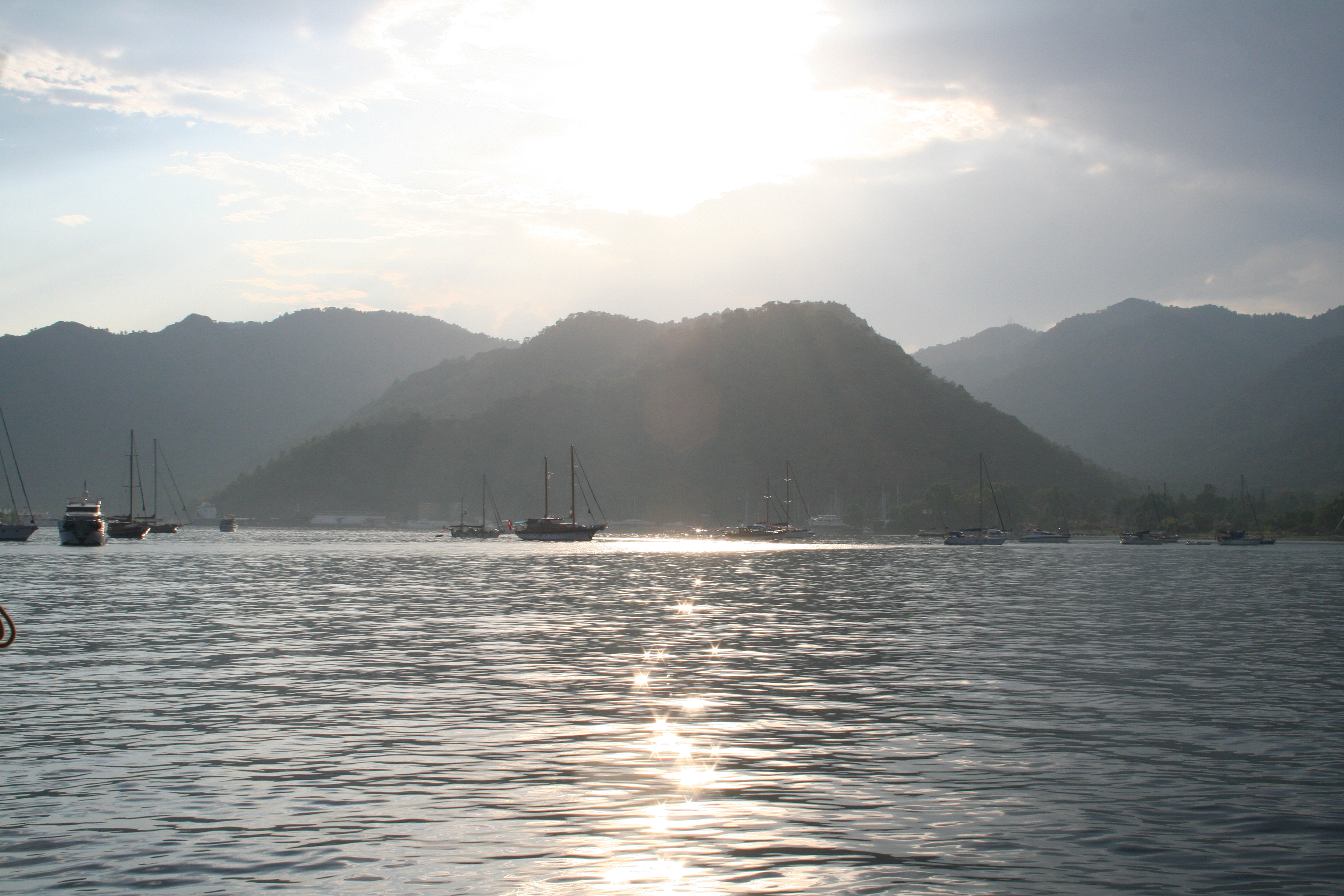
ميناء غوجيك بعد العصر.

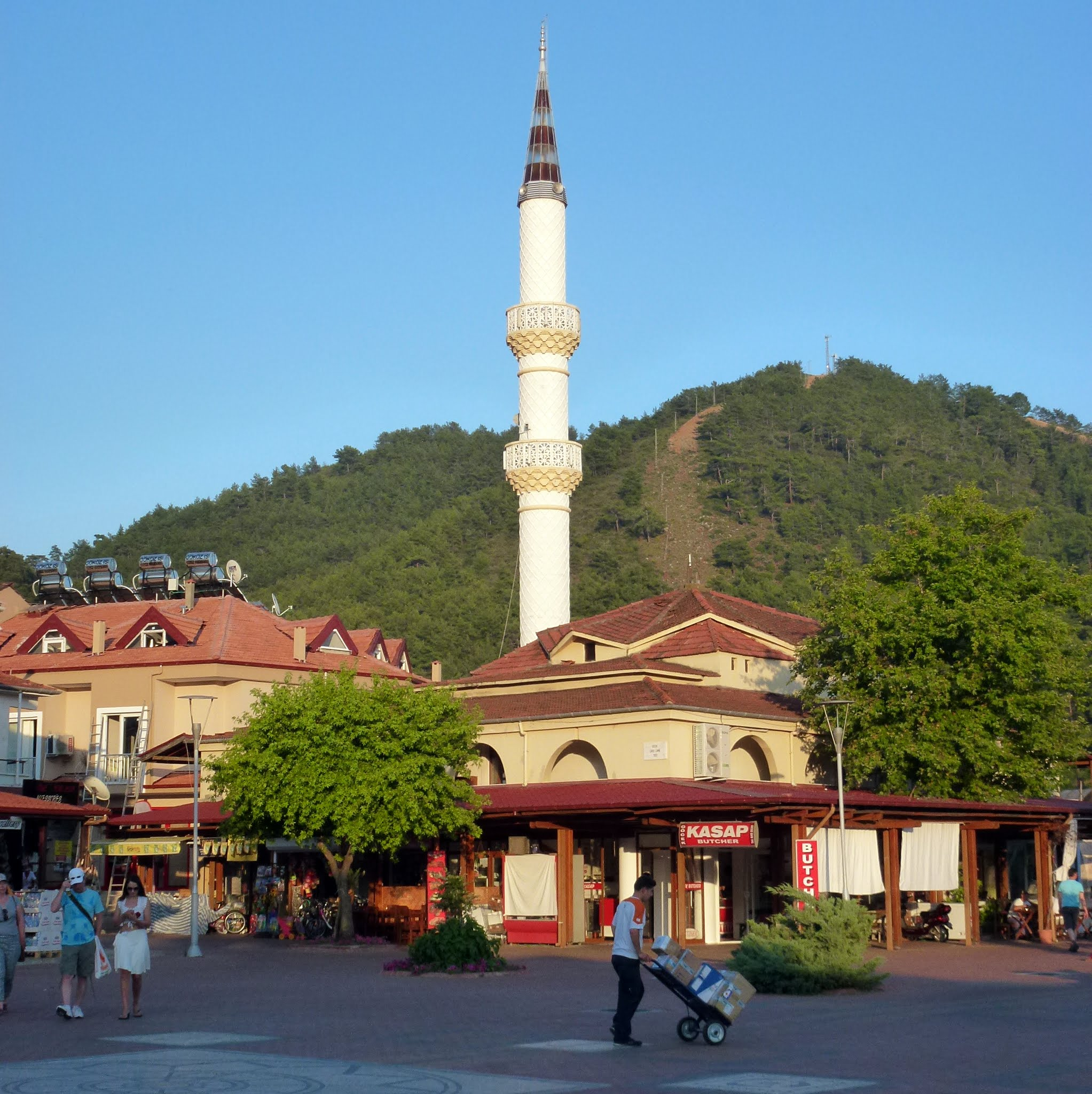
جامع غوجيك.

أصبحت غوجيك معروفة لمجموعات من الفنانين والشعراء وبعض صيادى الأسماك من بودروم كنتيجة لرحلاتهم على طول ساحل الفيروز التركي، وهي رحلة أُطلق عليها فيما بعد «الرحلة الزرقاء» (بالإنجليزية: Blue Voyage)‏.
يوفر خليج غوجيك وفتحية العديد من الفرص لزيارة المواقع الثقافية مثل:
- مدينة «كونوس» (بالتركية: Caunos)‏ الإغريقية الأثرية الإغريقية الأثرية من حضارة إقليم كاريا القديمة، وتقع قريبا من مدينة داليان الحالية.
- مدينة «تلميسوس» (بالتركية: Telmessos)‏ الإغريقية الأثرية من حضارة إقليم ليقيا القديمة، ويقع حاليا مكانها مدينة فتحية.
- متحف فتحية.
- قلعة «تلوس» (بالتركية: Tlos)‏ الإغريقية الأثرية فوق أحد التلال أحد أهم المواقع الدينية في حضارة إقليم ليقيا القديمة، وتقع بالقرب من مدينة فتحية الحالية.
- مدينة «بينارا» (بالتركية: Pınara)‏ الكبيرة من حضارة إقليم ليقيا القديمة، عند سفح جبل بابا داغ، وبها أكروبول (حصن) ومسرح إغريقي و«أوديون» (مبنى للموسيقى والشِعر) و «أغورا» (ساحة دائرية عمومية تُتخذ فيها القرارات في المجتمع الإغريقي القديم)، وتقع مدينة «بينارا» بالقرب من مدينة فتحية الحالية.
- "ليتون: (بالتركية: Letoon)‏ أحد أهم المراكز الدينية في المنطقة، وملجأ ليتو في الأساطير اليونانية القديمة، وتقع حاليا جنوب قرية "كوملو أوفا" (بالتركية: Kumluova)‏ في مديرية فتحية.
- «زانثوس» (بالتركية: Xanthos)‏ التي كانت مدينة في إقليم ليقيا القديمة واسم النهر الذي يمر بها.
- «باتارا» (بالتركية: Patara)‏ التي كانت مدينة بحرية وتجارية مزدهرة في حضارة إقليم ليقيا القديمة، وتقع حالياً بالقرب من مدينة «جيليميش» (بالتركية: Gelemiş)‏ في محافظة أنطاليا.

### الشواطئ

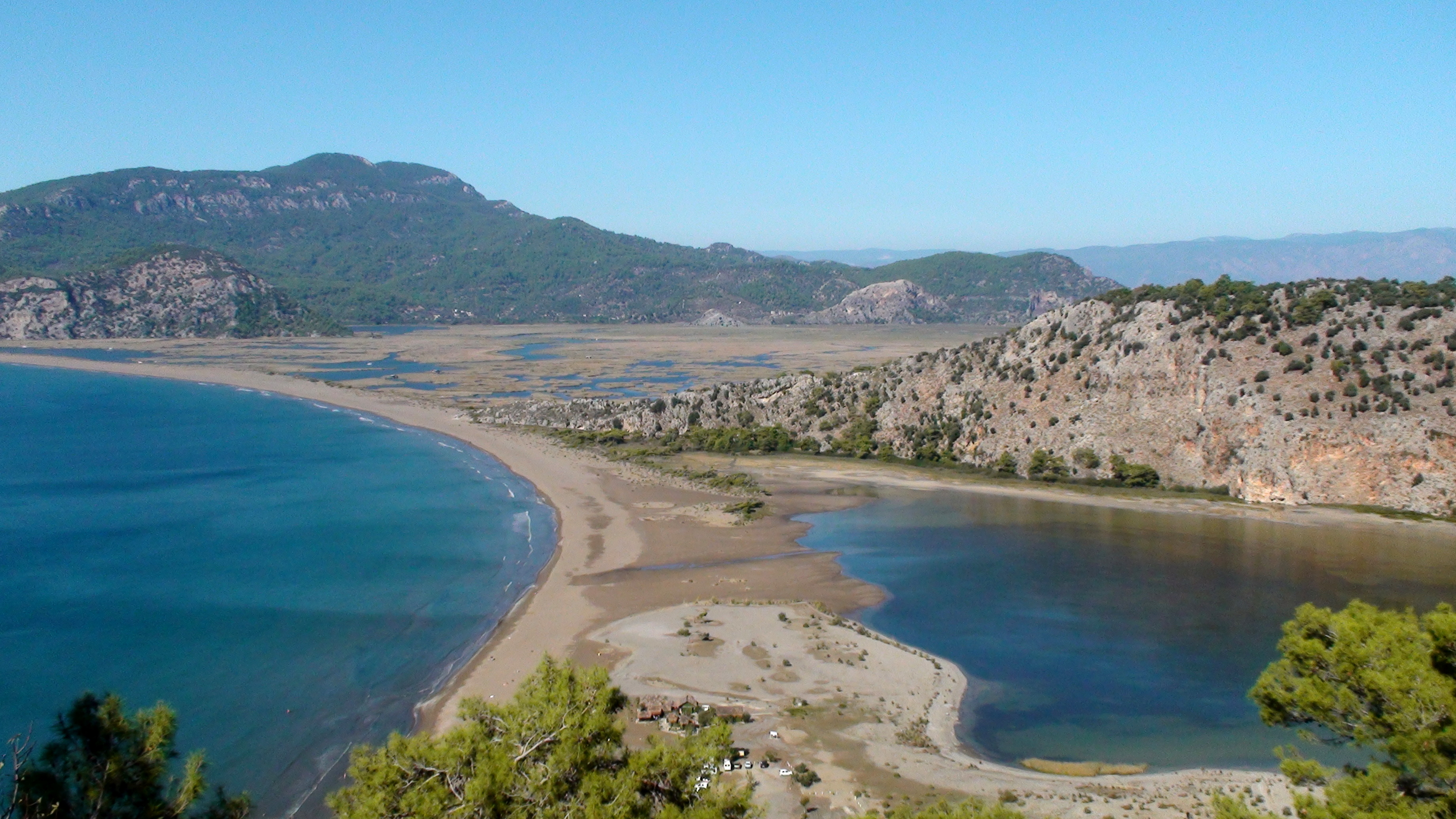
"شاطئ إيزتوزو".

- من ضمن الشواطئ، يمكن استخدام شاطئ «منتجع-د غوجيك» (بالإنجليزية: D-Resort Göcek)‏ بدفع سعر يومي أو الحصول على عضوية موسمية.
- يقع «شاطئ إنليجا» (بالإنجليزية: Inlice Beach)‏ خارج غوجيك ويمكن الوصول إليه في غضون 10 دقائق بالسيارة، ويتم تشغيل الشاطئ من قبل بلدية غوجيك.
- يمكن الوصول إلى شاطئ الجزيرة الرئيسي بسيارة أجرة مائية من الميناء.
- يمكن الوصول بسهولة إلى الشواطئ الأخرى بالسيارة أو التاكسي.
- من بين الشواطئ «شاطئ ساريجيرمي» (بالتركية: Sarıgerme)‏، وهو شاطئ رملي طويل.
- خلف «شاطئ ساريجيرمي» يوجد «شاطئ إيزتوزو» (بالتركية: İztuzu Plajı)‏ المحمي في دلتا داليان.
- في الاتجاه المقابل، يبعد الشاطئ الشهير في أولودنيز مسافة 40 دقيقة فقط بالسيارة.

يمكن الوصول إلى الـ12 جزيرة بواسطة قوارب مستأجرة خاصة، وقوارب الصيد البسيطة واليخوت الكبيرة. هناك حوالي 20 شركة لاستئجار اليخوت والقوارب الشراعية وشركات الوساطة، مما يجعل من غوجيك مكانًا للإبحار من الدرجة العالية. يوجد العديد من الخدمات الفنية لليخوت، والتجديف وخدمات الصيانة.

### شاطئإنليجا
يعتبر شاطئ إنليجا (بالإنجليزية: Inlice Beach)‏ أحد أهم الشواطئ الموجودة في غوجيك، ويمكن دخوله بدفع الرسوم اليومية، وهو قريب من غوجيك بحوالي عشر دقائق، وتديره الحكومة، بالإضافة إلى«شاطئ ساريجيرمي» (بالتركية: Sarıgerme)‏. يوجد في الجهة الجنوبية «شاطئ إيزتوزو» (بالتركية: İztuzu Plajı)‏ في دلتا داليان، وفي الجهة المقابلة يوجد شاطئ أولودينيز على بعد حوالي أربعين دقيقة، وللذهاب إلى الشاطئ الرئيسي يوجد التاكسي المائي.
تعتبر مدينة غوجيك من أفضل المدن وأجملها، بالإضافة إلى العلاقات المترابطة الطيبة بين سكانها، مما جعل منها مكاناً مناسباً للتملك أوالعيش فيه، ووجهة لقضاء أوقات العطل، بالإضافة إلى إمكانية الاستثمار وبناء المشاريع المتنوعة، وبالتحديد في محيط البحر المتوسط.

## المناخ
- في فصل الشتاء، يبلغ متوسط درجة الحرارة القصوى لغوجيك حوالي 14 درجة مئوية (57 °F).
- في الصيف يبلغ الحد الأقصى 34 درجة مئوية (100 °F).
- الطقس مشمس أكثر من 300 يوم في السنة.
- أعلى مستوى من درجات الحرارة حوالي 40 درجة مئوية (104 °F) في بعض الأحيان.
- تشتهر غوجيك بزراعة اليوسفي والليمون وكذلك البرتقال.
- وبسبب المناخ المناسب، يمكن أن تنمو الفواكه الاستوائية الأخرى هنا مثل الموز.

## معرض الصور

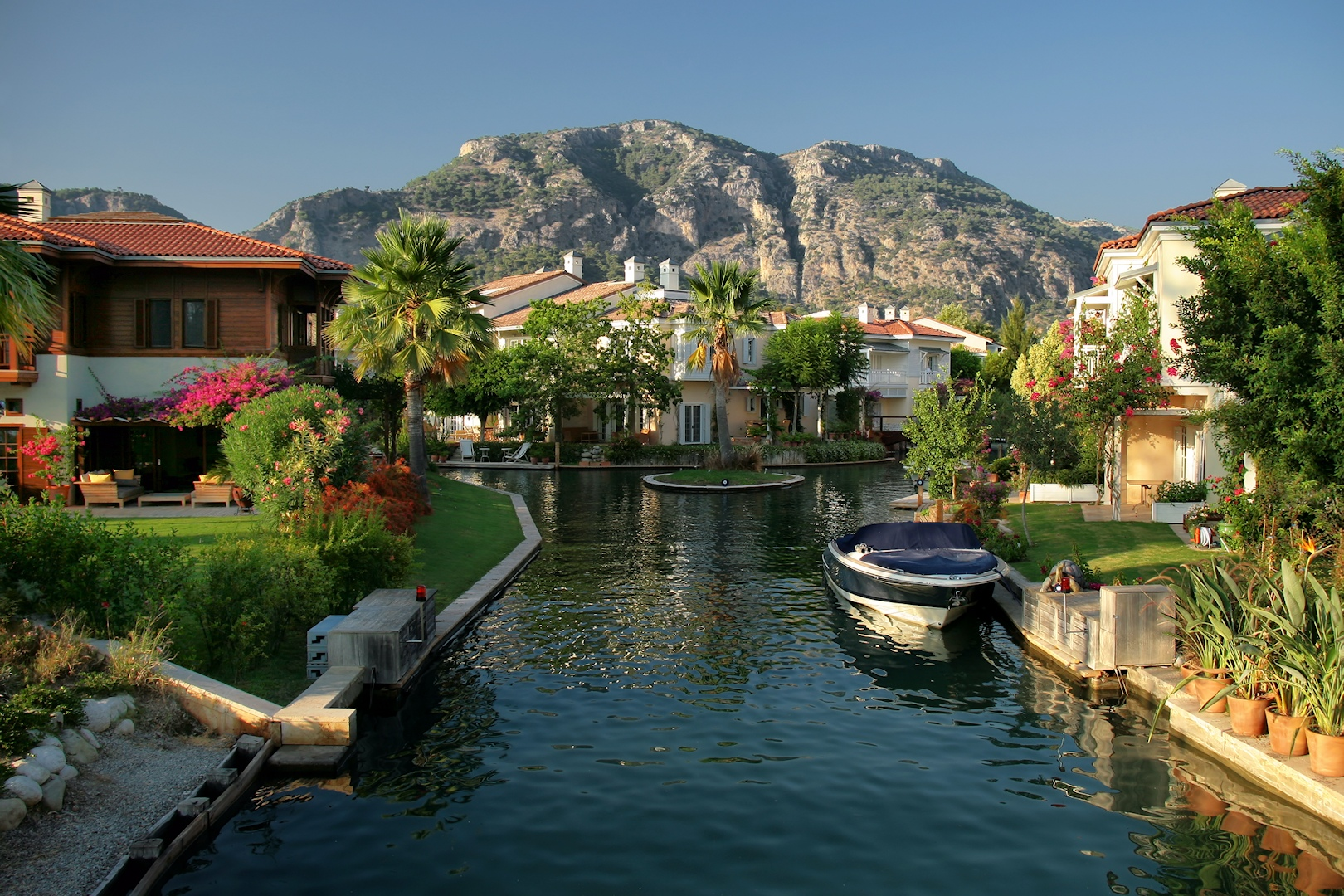
غوجيك 2014م.
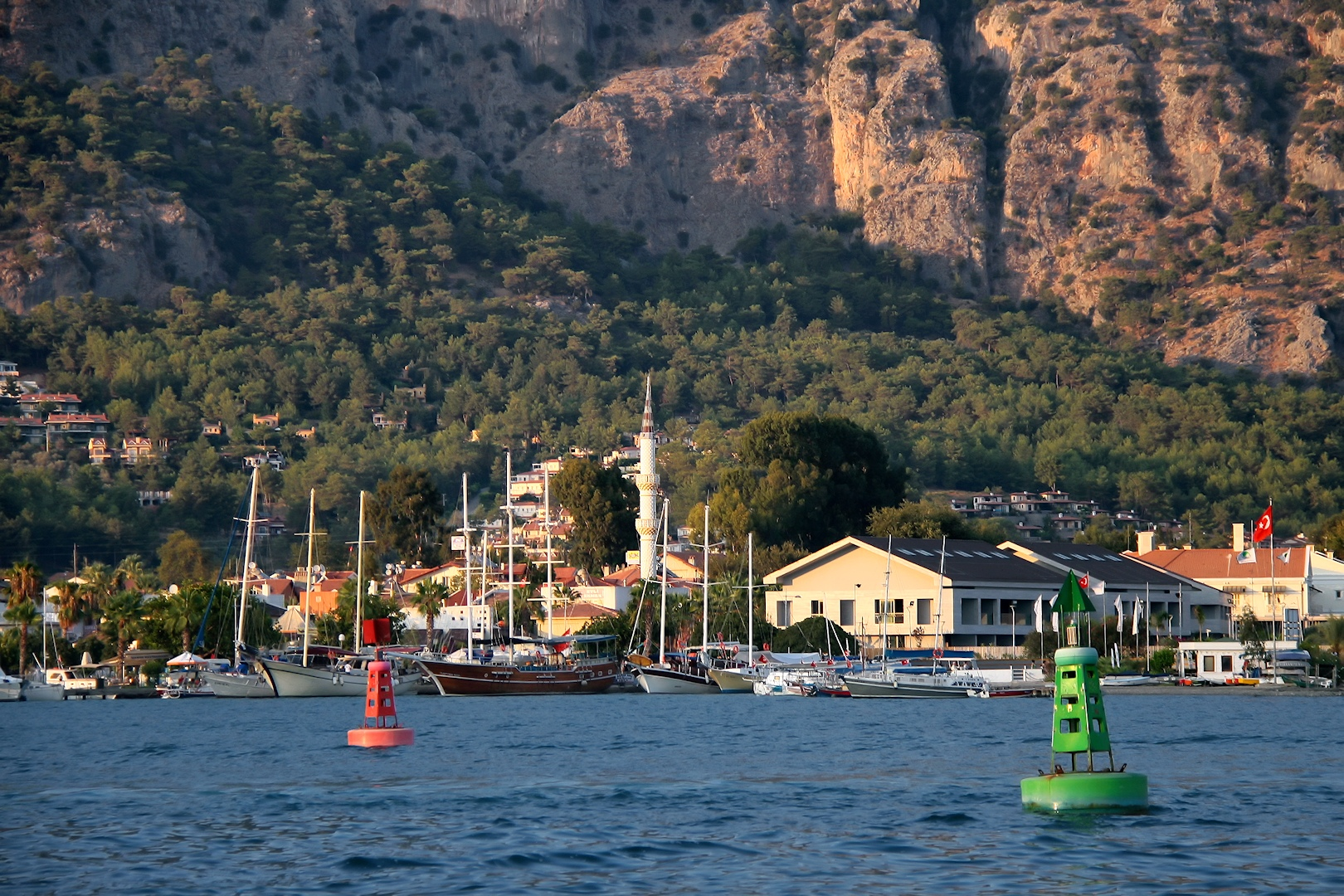
غوجيك وسط الجبال.
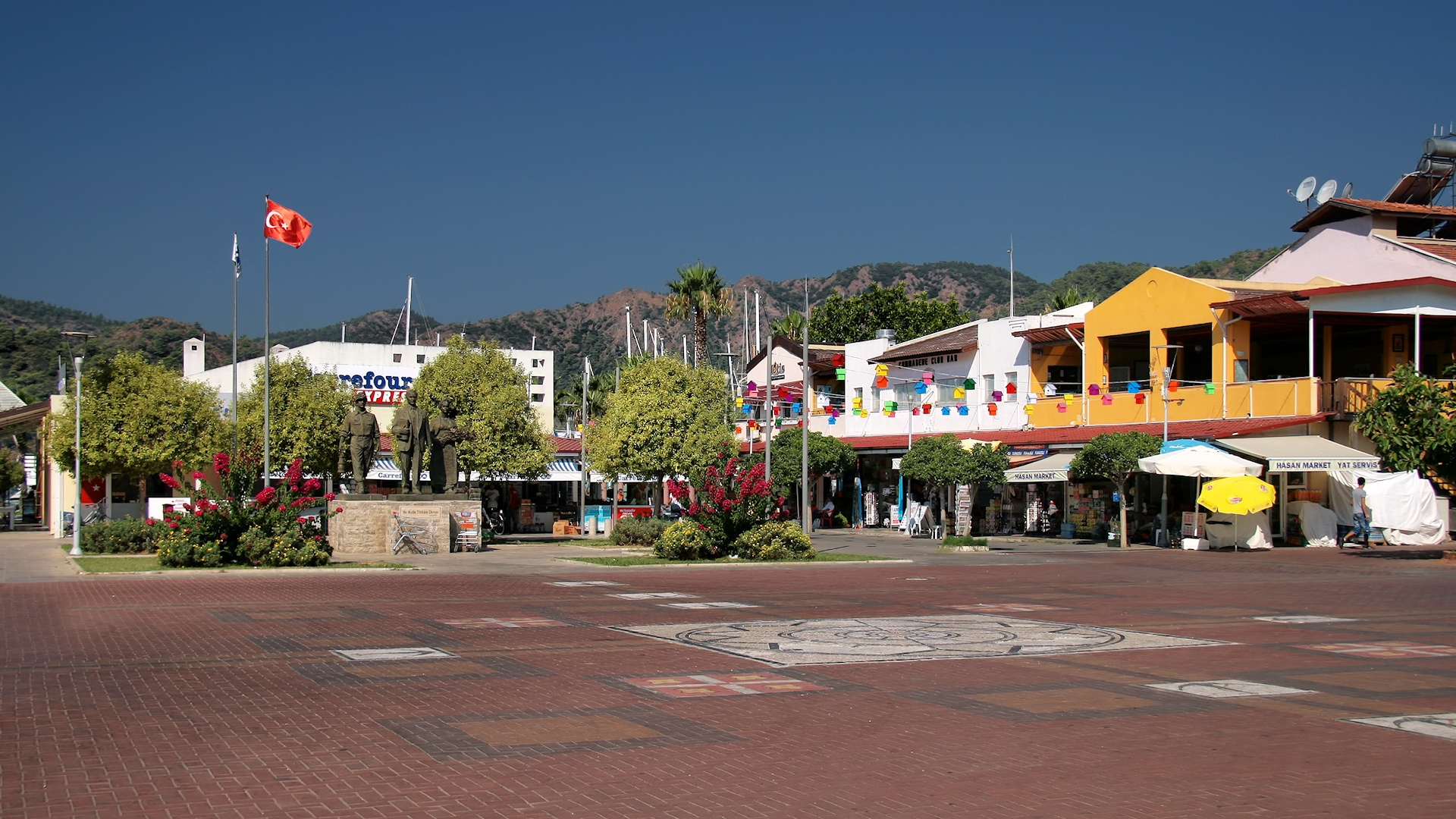
المطاعم في غوجيك.
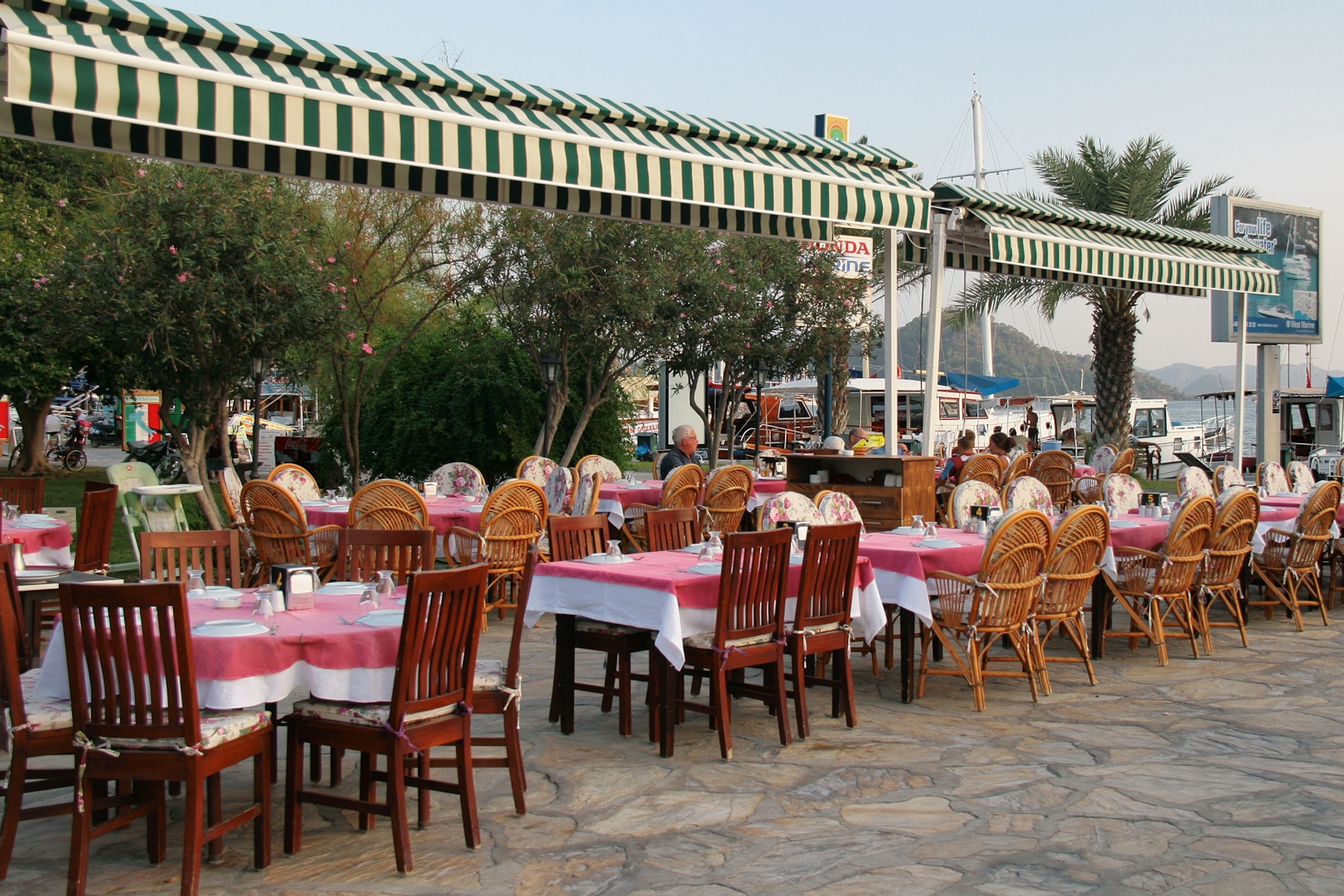
المطاعم في غوجيك.
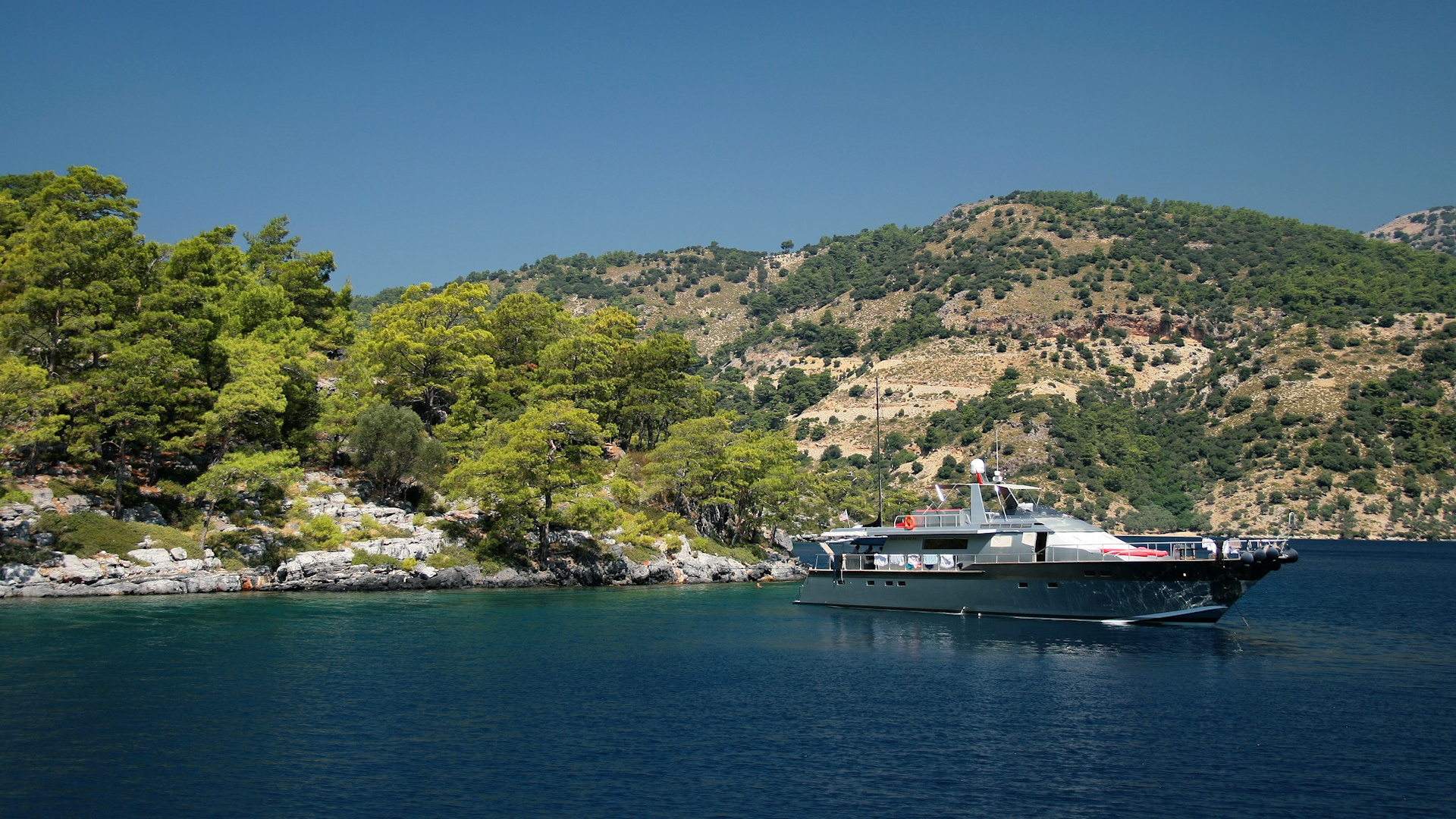
السياحة البحرية في غوجيك.